# Klitorisollon
Klitorisollonet, glans clitoridis, är den yttre synliga delen av klitoris som är en del av det kvinnliga könsorganet. Det är placerat längst upp på vulvan, där de inre blygdläpparna går ihop och formar klitorishuvan. Ollonet har en stor koncentration av nervändar, som är klitoris centrala roll i den taktila sexuella stimulansen.
Ollonet är delvis täckt av klitorishuvan men blir synlig om man drar huvan bakåt. Ollonet är den synliga delen av klitoris, och mellan det och huvan finns det körtlar som producerar ett oljigt sekret som kallas smegma om det bildas i större mängder.

## Anatomi
Bredden på klitorisollonet varierar mellan 2 till 5 mm på bredden och 3 till 7 mm på långden. En pubertal kvinna har oftare större klitoris än en kvinna i menopausen, vilket beror på hormonnivåer. Detta har dock ingen påverkan på känslighet eller förmåga att få orgasm.

## Sexuell stimulans
Under ollonet, men fäst i huvan och täckt därav sitter klitorisskaftet som inte är synligt. När en kvinna får sexuell stimulans sväller svällkroppar i klitorisskaftet. Detta gör att ollonet pressas framåt och huvan dras tillbaka en del, så att ollonet blottas mer och lättare utsätts för retning. Ollonets känslighet varierar under olika stadier av upphetsningen, och den kan bli så känslig att direkt beröring kan uppfattas som smärtsam.
Vid direkt beröring innan klitoris hunnit bli stimulerat kan ollonet uppfattas torrt och ömt, då det inte hunnit bildas lubrikation. En del kvinnor producerar heller inte tillräckligt med lubrikation, vilket gör att det känns torrt; detta kan avhjälpas med glidmedel eller saliv via oralsex.

### Kvinnlig könsstympning
En del av de kvinnor som har utsatts för kvinnlig könsstympning har inte sitt klitorisollon kvar, men de interna delarna och deras funktion finns kvar. Det kan dock finnas ärrvävnad kvar som smärtar.

### Litteratur

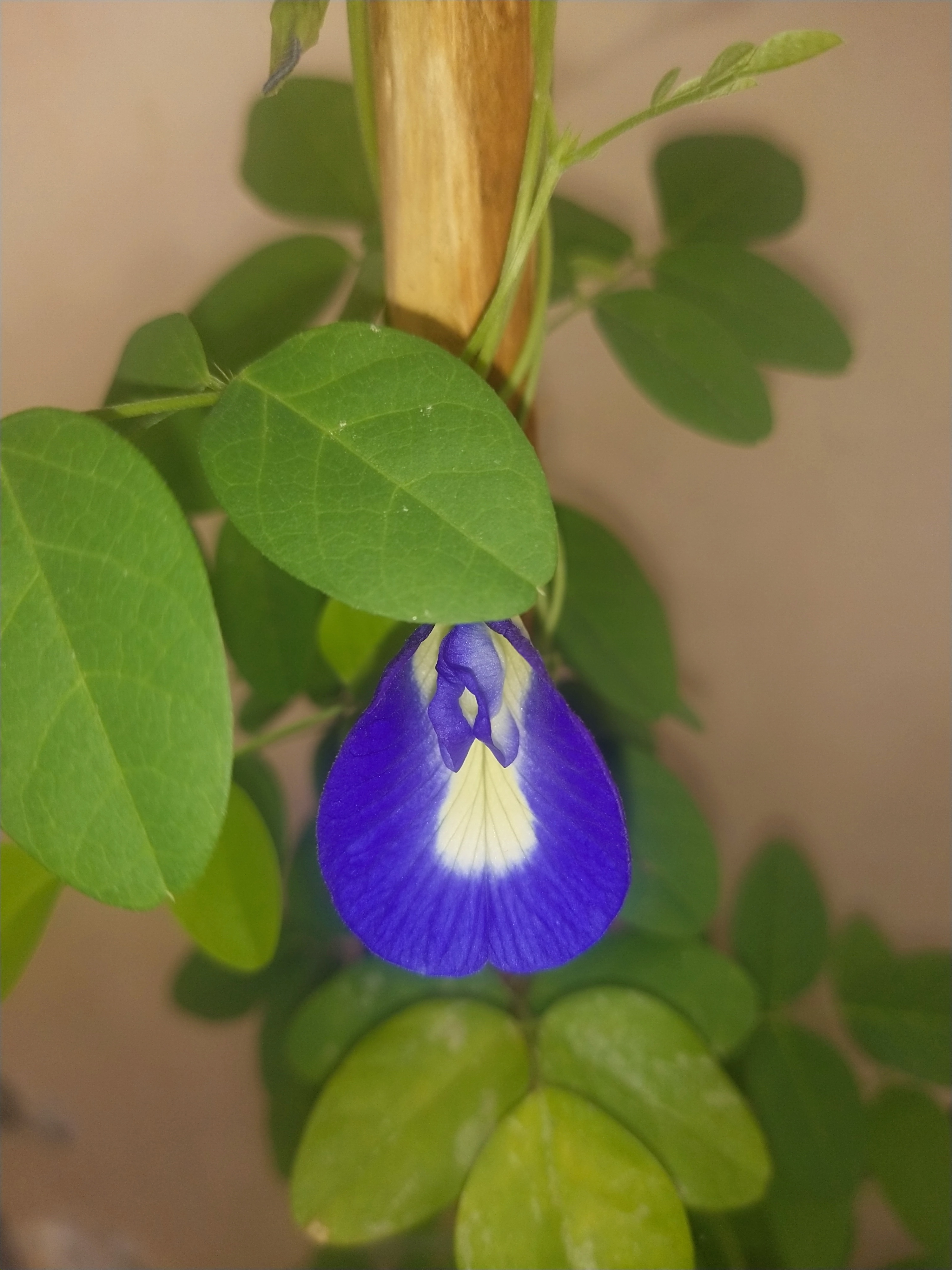
Clitoria ternatea, en blomma som poetiskt döpts efter klitorisollonet.

## Klitoris roll i kulturen

### Konst
| Vänster: Gustave Courbets Världens ursprung (1865). Höger: Egon Schieles Drömskådandet (1911). |  | Vänster: Gustave Courbets Världens ursprung (1865). Höger: Egon Schieles Drömskådandet (1911). |
| Vänster: Gustave Courbets Världens ursprung (1865). Höger: Egon Schieles Drömskådandet (1911). |  |                                                                                                |

Den nakna kvinnokroppen har avbildats sedan Venus från Willendorf för 27 000 år sedan. Liksom Gustave Courbets tavla Världens ursprung, från 1865, syns könet oftast dolt bakom hår; dessutom är kvinnans ben oftast stängda eller sammanpressade. Under början av 1900-talet målade en del berömda konstnärer närbilder på vulvor som visade klitorisollonet, men på ett konstnärligt sätt där betraktaren själv får sätta ihop helheten. Exempel på detta är Picasso och Rodins akvareller. Annars föredrog de flesta konstnärer att avbilda könet täckt, som om det smeks eller kvinnan onanerar.

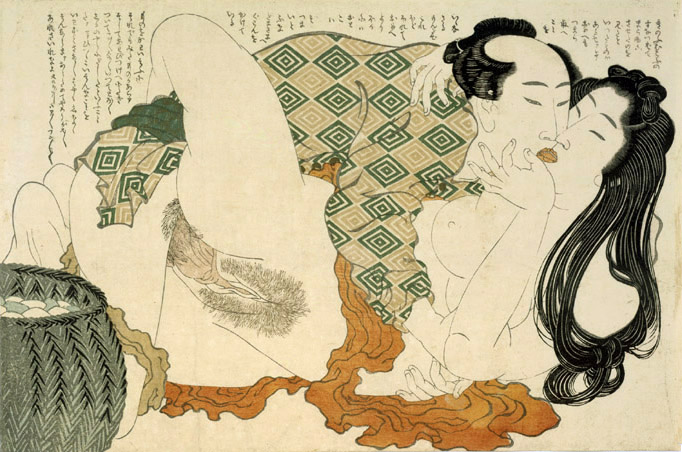
Två älskande, träsnitt av Katsushika Hokusai i en serie av tolv bilder (Fukujuso) cirka 1815, avbildar klitorisollonet.

Egon Schiele var den tidigast kände europeiske konstnären som gav sig på att ge närbilder av klitoris. 'Det gjorde han med tavlorna Flicka i svarta kläder och särade ben (Mädchen in schwarzem Kleid mit gespreizten Beinen, 1910) och Drömskådandet (Die Traumbeschaute, 1911).

## Häxprocesser
I boken Häxhammaren, den mest inflytelserika instruktionsboken för häxjakt under 1400- till 1600-talet, beskrivs hur häxor skall rakas av allt hår och man skall leta efter Satans tecken. Ett av dessa tecken skall bland annat vara "häxbröstvårtan", som gav djävulen blodlust och var placerad vid "kvinnans intima delar". Utifrån denna beskrivning undersöktes verkliga kvinnors underliv under häxprocesser, bland andra Alice Samuel 1593, då hennes klitorisollon antogs vara denna "bröstvårta".